# Harmen Binnema
Harmen Anne Binnema (Amsterdam, 4 juni 1979) is een Nederlands wetenschapper en een politicus namens GroenLinks.

## Opleiding en maatschappelijke loopbaan
Binnema studeerde politicologie, met als afstudeerrichting vergelijkende politicologie, aan de Vrije Universiteit in Amsterdam. Hij was van 2007 tot 2009 werkzaam als beleidsonderzoeker. Hij promoveerde in 2009 aan de VU in de sociale wetenschappen op het proefschrift How parties change. EU integration and the flexible response of political parties. In 2009 werd hij benoemd tot universitair docent aan de Universiteit Utrecht, waar hij tevens coördinator was van het masterprogramma Bestuur en Beleid. In 2023 verliet hij de Universiteit, en ging aan de slag bij organisatieadviesbureau Berenschot.

## Politieke loopbaan
Binnema was van 2003 tot 2011 lid van de Provinciale Staten van Noord-Holland, waar hij van 2007 tot 2011 tevens fractievoorzitter was. Hij was van 2004 tot 2010 lid van de partijraad van GroenLinks en actief in meerdere kandidaatstellingscommissies.
Bij de Eerste Kamerverkiezingen in 2011 stond Binnema op de zevende plaats van de GroenLinks-kandidatenlijst, wat niet voldoende was om gekozen te worden.
Bij de Eerste Kamerverkiezingen in 2015 stond Binnema op de vijfde plaats van de GroenLinks-kandidatenlijst, wat niet voldoende was om gekozen te worden. Op 2 oktober 2018 werd hij alsnog geïnstalleerd als lid van de Eerste Kamer in de vacature die ontstaan was door het aftreden van Marijke Vos. Na de Eerste Kamerverkiezingen in 2019 keerde hij niet terug in de Eerste Kamer.
- Gemeinsame Normdatei: 1190846314
- International Standard Name Identifier: 0000 0003 6894 2814
- Library of Congress Control Number: n2021018397
- NARCIS: PRS1292093
- Nederlandse Thesaurus van Auteursnamen: 29880610X
- Parlement.com: vjrbj19svcxk
- Virtual International Authority File: 286904965